# Элькин, Мендл
Элькин Мендл (англ. Elkin Mendl 1874, Брожа, Минской губернии — 1962, Нью-Йорк) — еврейский драматург, публицист, литератор, переводчик, театральный деятель. Один из основателей Еврейского Театрального Общества в Нью-Йорке.

## Биография
Родился в бедной деревенской семье Гирша Элькина и Эты Шульман. Получил традиционное еврейское религиозное образование. Окончил в Харькове зубоврачебную школу, работал зубным врачом в Бобруйске.

С юности проявил сильное влечение к театру. В Бобруйске играл на любительской сцене (на идише и русском языке). С 1900 печатался в газетах и журналах на русском языке («Новости», «Речь», «Родина», «Театр и искусство»), был редактором социалистической газеты «Северно-Западный край», был активистом бобруйской организации Бунда. Находясь в дружеских отношениях с А. Вайтером, оба работали над планом по реформированию еврейского театра в России. Для этой цели ими были переведены «Река» М.Хальбе и «Пасынки жизни» Давида Бенарье.

В 1912 выпустил (совместно с А. Д. Киржницем) несколько номеров газеты «Бобруйскер вохнблат», которые были посвящены вопросам театра и искусства. Основал в Минске издательство «Менахем», где вышли произведения Переца Гиршбейна «Майн Бух» («Моя книга») и «Ди пусте кречме» («Пустая корчма»).

После 1917 приехал в Петроград, где вместе с А. Вайтером основал еврейский камерный театр. В 1919 уехал в Вильну, в 1920 — в Варшаву. Был режиссёром еврейских театров, печатал статьи на театральные и художественные темы в периодических изданиях «Лебн», «Культур» и «Идиш театр» (в 1922 редактор журнала). На третьем съезде актёров театра на идише был избран в качестве председателя Профессионального еврейского союза артистов Польши, и оставался на этой должности до его эмиграции в США в 1923.

С 1923 — в США. Один из основателей театрального общества, редактор ежемесячника «Теалит», создатель детского театра (1928). Один из основателей Центрального еврейского архива (1936) и библиотеки при нью-йоркском институте ИВО («Еврейская научная организация»), где до 1962 работал библиотекарем. Преподавал (совместно с А.Мукдойни) в собственной драматической студии

### Произведения
- «Минусинские прозелиты»
- «Дикие племена в Монголии»
- «Сибирские евреи»
- «Мотл Тремп» (1928)
- M. Elkin. Die Gerim von Judina // Mitteilungen zur Judishen Volkskunde, 31. W., 1929.
- «Страдания Эдипа» (1935)
- «Доктор Кон» (по М.Нордау) (1923)
- «Фар фремде зинд» («За чужие грехи», 1944)